# 蔡培慧
蔡 培慧（さい ばいけい、ツァイ ペイフイ、1971年〈民国60年〉9月2日 - ）は、中華民国（台湾）の政治家。民主進歩党所属の元立法委員。

## 経歴
2016年の第9回立法委員選挙では比例代表から出馬し、当選した。
2020年の第10回立法委員選挙では、南投県第一選挙区から出馬したが、1万票差で落選した。
2021年、台中市第二選挙区の陳柏惟が立法委員を罷免されたことに伴い、翌年1月9日に行われた補欠選挙で当選した。
2022年、南投県長選挙に出馬したが、国民党候補の許淑華に敗れた。南投県第二選挙区の許淑華が立法委員を辞職することに伴い、翌年3月4日に行われた補欠選挙で当選した。2008年の選挙区再編以降、民進党で初めて南投県から選出された立法委員となった。
2024年の第11回立法委員選挙では、国民党候補にわずか4000票の僅差で敗れ、落選した。

## 選挙記録
| 年度 | 選挙                   | 選挙区                           | 所属政党   | 得票数    | 得票率 | 当選 | 注釈 |
| ---- | ---------------------- | -------------------------------- | ---------- | --------- | ------ | ---- | ---- |
| 2016 | 第9回立法委員選挙      | 全国不分区及び僑居国外国民選挙区 | 民主進歩党 | 5,370,953 | 44.06% |      |      |
| 2020 | 第10回立法委員選挙     | 南投県第一選挙区                 | 民主進歩党 | 63,691    | 46.43% |      |      |
| 2022 | 第19回南投県長選挙     | 南投県                           | 民主進歩党 | 117,993   | 42.83% |      |      |
| 2023 | 第10回立法委員補欠選挙 | 南投県第二選挙区                 | 民主進歩党 | 45,218    | 49.44% |      |      |
| 2024 | 第11回立法委員選挙     | 南投県第二選挙区                 | 民主進歩党 | 66,551    | 47.34% |      |      |